# Verfilming
Van een verfilming of filmadaptatie spreekt men indien een film is gebaseerd op een ander medium, zoals een boek, strip of toneelstuk. Een verfilming is een vorm van een afgeleid werk.
Een bekende vorm van verfilming is de boekverfilming, waarbij een boek als basis wordt gebruikt. Dat kunnen zowel fictie- als non-fictieboeken zijn (zoals een autobiografie). Al sinds het begin van de filmindustrie zijn verfilmingen net zo standaard als films met een origineel scenario.

## Gebruik van het bronmateriaal
Een punt dat vaak ter sprake komt bij verfilmingen is de mate waarin de film trouw blijft aan het originele verhaal. Sommige verfilmingen nemen alles tot in de details over van het originele werk, terwijl bij andere verfilmingen vaak grote veranderingen worden aangebracht in het verhaal. 
Een bekend voorbeeld hiervan is de film Greed uit 1924, gebaseerd op Frank Norris' roman McTeague. Deze film werd gemaakt door Erich von Stroheim. Von Stroheim probeerde aanvankelijk alles uit de roman in de film te verwerken, wat resulteerde in meer dan zestien uur aan beeldmateriaal. Dit werd door de filmstudio teruggesnoeid naar een film van twee uur. Hierdoor bleef eigenlijk alleen de primaire verhaallijn van de roman over. Nadien hebben maar weinig regisseurs nog geprobeerd om echt alles uit een boek of ander medium in een film te verwerken.
Het kan ook voorkomen dat bij verfilmingen nieuwe personages worden toegevoegd die oorspronkelijk niet of pas later in het originele verhaal voorkomen. Dat kan bijvoorbeeld gebeuren indien de film gebaseerd is op een boekenreeks. Scenaristen kunnen dan besluiten om personages en situaties die in de boeken pas in een later deel voorkomen al te verwerken in de verfilming van een eerder boek. Ook komt het vaak voor dat compleet nieuwe personages of situaties toegevoegd worden.

## Soorten verfilmingen

### Boeken
Boeken worden geregeld verfilmd. Deze films kunnen gericht zijn op een bestaand publiek (vaak de fans van het betreffende boek of de schrijver van dat boek), maar kan ook werken van een minder bekende auteur als basis gebruiken en proberen een nieuw publiek aan te spreken.
Boekverfilmingen behoren tot de oudste van alle verfilmingen. Al in de begindagen van de film werden klassieke boeken als Dracula, Tarzan en Frankenstein verfilmd. Een recentere boekverfilming is de filmreeks omtrent de Harry Potter-boeken.

### Toneelstukken
Toneelstukken kunnen eveneens dienen als basis voor een film. Zo zijn veel van de werken van William Shakespeare meerdere malen verfilmd. Hij wordt soms ook wel de populairste scenarioschrijver van Hollywood genoemd.
Ook modernere toneelstukken worden vaak verfilmd indien ze succesvol zijn. Een bekend voorbeeld is de musical Mamma Mia.

### Televisieseries
Televisieseries dienen ook geregeld als basis voor een film. Hierbij zijn twee soorten verfilmingen te onderscheiden.
De eerste vorm betreft films die direct aansluiten op de betreffende televisieserie. De personages worden dan gespeeld door meestal dezelfde acteurs als in de televisieserie, en het verhaal lijkt vaak op een uitgebreide aflevering. Ook is het niet ongebruikelijk dat in de film wordt gerefereerd aan gebeurtenissen uit de serie, en in de serie naar gebeurtenissen uit de film. Wel bevat de film dingen die vaak niet mogelijk zijn in de televisieserie zelf, zoals opnames op locatie in plaats van in een studio. Voorbeelden hiervan zijn de film The X-Files, en de Star Trekfilms.
Een andere vorm van een verfilming van een televisieserie is wanneer de film de televisieserie enkel als basis gebruikt, maar een geheel opzichzelfstaand verhaal bevat. De personages worden dan meestal door andere acteurs gespeeld, en de film heeft qua verhaal weinig of geen connecties met de tv-serie. Dit is bijvoorbeeld het geval bij de films The Dukes of Hazzard en Wild Wild West.
Behalve televisieseries kunnen ook korte stukjes op tv als basis voor een film dienen. Zo dienden veel van de sketches uit het programma Saturday Night Live als basis voor een film zoals The Blues Brothers. Deze film begon als een sketch van Dan Aykroyd en John Belushi.

### Hoorspelen
Hoorspelen kunnen eveneens dienen als basis voor een film. Zo is het hoorspel Het Transgalactisch Liftershandboek bijvoorbeeld verfilmd. Andere voorbeelden zijn Fibber McGee, Life with Father en Superman.

### Strips
Stripverhalen, en dan met name die over superhelden, worden al sinds de jaren 40 van de 20e eeuw verfilmd, maar zijn vooral sinds 2000 erg in trek. Twee van de oudste strips die zijn verfilmd zijn die van Superman en Batman. Van beide werden in de jaren 40 al filmreeksen gemaakt. Begin 2000 zorgden blockbusters X-Men (2000) en Spider-Man (2002) voor een grote opbloei van stripverfilmingen. Ook andere soorten strips zijn verfilmd, zoals Ghost World (2001), American Splendor (2003), Sin City (2005) en 300 (2007).
De bewerking van een strip voor een film is vaak anders dan bij een boek. Veel succesvolle stripseries bestaan al tientallen jaren, en kennen meerdere variaties van de personages die erin voorkomen. Veel films proberen juist de achtergrond van deze personages te verfilmen in plaats van een specifieke verhaallijn, en bevatten derhalve een algemeen verhaal.

### Andere bronnen
Documentairefilms worden vaak gemaakt aan de hand van reportages. Er zijn ook gevallen van verfilmingen van bijvoorbeeld foto’s (zoals Pretty Baby) en van andere films. Dat tweede gebeurt bijvoorbeeld indien een film in de eigen taal wordt gemaakt, gebaseerd op een buitenlandse film. Zo is Twelve Monkeys een verfilming van La Jetée). In de meeste gevallen wordt hierbij gesproken van een remake. Andere populaire bronnen voor films zijn verhalen uit bijvoorbeeld de Griekse mythologie en de Bijbel.